# ФК Яблонец
Яблонец (на чешки: Fotbalový klub Teplice, a.s.) е чешки футболен клуб от град Яблонец над Нисоу. Създаден през 1945 г. в Чехословакия.

## История
Клубът е основан 5 юни 1945 година като ЧСК „Яблонец над Нисоу“ (на чешки: Český sportovní klub Jablonec nad Nisou).
„Яблонец“ изиграва първия си сезон във висшата дивизия на Чехословакия през сезон 1974/75, но изпада от нея през следващия сезон, заемайки 15-о място. Клубът играе дълги години във Втора лига и през 1993/94 се завръща във Висшата лига. „Яблонец“ взема бронзовите медали през 1996/97, най-доброто класиране към този момент. В резултат на класирането си отборът играе в турнира за Купата на УЕФА, където два пъти побеждава и два пъти завършва наравно. В същия сезон, отборът печели и купата на страната, и получава правото да играе в турнира за Купата на носителите на купи.
„Яблонец 97“ стига финала за Купата на Чехия и през сезон 2006/07, където губи от Спарта (Прага) с 1:2, но получава правото да играе в турнира за Купата на УЕФА. През сезон 2009/10 отборът става вицешампион, най-върховото постижение на клуба.
През сезон 2010/11, нападателят Давид Лафата става голмайстор на първенството с 19 отбелязани гола, и помага на отбора да заеме третото място. В следващия сезон той вкарва рекордните 25 гола, но тима завършва 8-и. Лафата вкарва още 13 гола в 16 мача в чешкото първенство през сезон 2012/13, преди да премине в пражката „Спарта“.
През юни 2014 година начело на отбора застава Ярослав Шилгави, който привлича опитния чешки полузащитник Томаша Хюбшман и младия туркменец Руслан Мингазов. През сезон 2014/15 отборът достига до финал за Купата, в който пада от „Слован“ (Либерец) след дузпи с 3:1, а също така завоюва бронзовите медали в първенството.
На 1 юли 2015 година е преименуван във ФК „Яблонец“.

## Предишни имена
| Години      | Име                                                                                               |
| ----------- | ------------------------------------------------------------------------------------------------- |
| 1945-1948   | ЧСК „Яблонец над Нисоу“ Český sportovní klub Jablonec nad Nisou                                   |
| 1948 – 1955 | СК „Яблонец над Нисоу“ Sportovní klub Jablonec nad Nisou                                          |
| 1955 – 1960 | „Скол Прециоса“ Яблонец над Нисоу Sokol Preciosa Jablonec nad Nisou                               |
| 1960 – 1963 | ТЕ „Искра“ Яблонец над Нисоу Tělovýchovná jednota Jiskra Jablonec nad Nisou                       |
| 1963 – 1993 | ТЕ „ЛИАЗ“ Яблонец над Нисоу Tělovýchovná jednota Liberecké automobilové závody Jablonec nad Nisou |
| 1993 – 1994 | ТЕ „Склобижу“ Яблонец над Нисоу Tělovýchovná jednota Sklobižu Jablonec nad Nisou                  |
| 1994 – 1998 | ФК „Яблонец над Нисоу“ Fotbalový klub Jablonec nad Nisou, a.s                                     |
| 1998 – 2008 | ФК „Яблонец 97“ Fotbalový klub Jablonec 97, a.s.                                                  |
| 2008 – 2015 | ФК „Баумит Яблонец“ Fotbalový klub Baumit Jablonec, a.s.                                          |
| 2015 -      | ФК „Яблонец“ Fotbalový Klub Jablonec, a.s                                                         |

## Отличия
в  Чехия: (1993-)
- Гамбринус лига:
  -  Сребърен медал (1): 2009/10
  -  Бронзов медал (6): 1995/96, 1996/97, 2010/11, 2014/15, 2017/18, 2020/21
- Купа на Чехия:
  -  Носител (2): 1997/98, 2012/13
  -  Финалист (6): 2002/03, 2006/07, 2009/10, 2014/15, 2015/16, 2017/18
- Суперкупа на Чехия:
  -  Носител (1): 2013
- Типспорт лига: (2 ниво)
  -  Шампион (1): 2002
- Перлена чаша:
  -  Носител (2): 1995, 1998
- Министерска купа:
  -  Носител (2): 2015, 2015

в  Чехословакия: (1945 – 1993)
- Чехословашка първа лига:
  - 11-о място (1): 1974/75
- Зимен турнир Татри Смихов:
  -  Носител (1): 1966/67

## Участие в европейските турнири
- участник в КНК през 1998/99.
- участник в Купата на УЕФА 1997/98 и 2007/08.